# 三世
三世（さんぜ、サンスクリット語：Traiyadhvika, Traikālya）とは、仏教でいう過去世・現在世・未来世のこと。また三際（さんざい、後述）ともいう。

## 概要
「世」とは還流・遷流の義を持つ。有為の事物は一刹那の間も止まらず、生じ終わると直ちに滅す。よって来生を未来世となし、生じたるを現在世となし、滅し終えたるを過去世となす。仏教では、時間を実体的に捉えず、つまり実在するものとは見ない。変化し移ろいゆく現象や存在の上で、仮に3つの時間的な区分を立てるに過ぎないとする。
これには様々な用語があり、その用語によって微妙に意味あいが異なる場合がある。
- 前世・現世・来世の三世
  - 前世 - 衆生が生まれる前に送った一生
  - 現世 - 衆生が現在を送っている一生
  - 来世 - 衆生が死後に転生して送る一生

- 過・現・未の三世。別称で已・今・当（い＝既に・こん・とう）、前際・中際・後際（三際）ともいう。
  - 過去世 - 仏法がすでに過ぎ去った状態
  - 現在世 - 仏法が現に存在している状態
  - 未来世 - 仏法が未だ存在していない状態

- 宿世（すくせ）を含む考え方。一般性は高くはない。大乗に多いが解釈の仕方により多岐にわたる。尚、過去世や前世を利用した、悪質な霊感商法対策として用いられることがある。
  - 現世 - 今生の世
  - 宿世 - 死後、輪廻転生するまでの49日とされる霊体の世
  - 来世 - 宿世を経由した次の現世

※通常宿世の間は白木の位牌を使い、この間の修行が有益とされる。
※因果律は宿世から現世（あるいは来世）において正しく伝わる、とされる。
「三世諸仏」という場合、過去・現在・未来に対応した如来（もしくは菩薩）を指すことが多い。
仏教では三世に因果の関係が必ずあるとされる。これを三世因果といい、四諦や十二因縁を説くためにこの三世因果を用いる。

### 三種三世
唯識では、三種三世（さんしゅさんせ）を説く。
道理三世種子曾当（しゅしそうとう）の因果ともいい、現在の法の上に道理をもって仮に立てる三世を立てる。
神通三世過去・未来は実体あるに非ざるも、宿命智にて過去を、生死智にて未来を、他心智にて現在の境地を観る。これは実の三世ではなく、心識所変の現在刹那相分である。
唯識三世過去・未来の法は、実体あるに非ず、妄情にて過去・未来の事物が心中に顕現する。ゆえに妄情に三世あるも実は現在法の相分にて、唯識所変であるとする。